# Du är den ende (musikalbum)
Du är den ende är ett studioalbum av Lill Lindfors, utgivet 1967 på skivmärket Polydor. Titelmelodin med text av Bo Setterlind är en version av Romance d'Amour, ett (antagligen) spanskt gitarrstycke från sent 1800-tal. Skivan rankades av Sonic Magazine i juni 2013 som det 13:e bästa svenska albumet någonsin.

## Låtlista

### Sida A
1. Du är den ende (Romance d'Amour) (3.41)
2. Fri som en vind (Canto De Ossanha) (2.46)
3. Din skugga stannar kvar (The Shadow Of Your Smile) (1.53)
4. En sån karl (Just Like a Man) (2.44)
5. Än en gång (Jacky John) (2.51)
6. Ingen kom (Girl Don't Come) (2.15)
7. Flickan i Havanna (3.28)

### Sida B
1. Hör min samba (Mas Que Nada) (3.04)
2. Så skimrande var aldrig havet (2.33)
3. Jag tycker inte om dej (4.00)
4. Du för mej (Concrete And Clay) (2.19)
5. Alltid nåt som får mig att minnas (Always Something There To Remind Me) (2.51)
6. Låt mej va'-de' e' bra (Don't Think Twice It's Alright) (3.28)
7. Amanda Lundbom (2.46)

## Medverkande
- Marcus Österdahl - Dirigent
- Sven-Olof Walldoff - Dirigent
- Curt Petersson - Producent